# Тувёно, Пьер
Пьер Тувёно (9 марта 1757 — 21 июля 1817) был офицером французской армии, который с отличием служил во время войны за независимость США. Он бежал из Франции во время революции, но вернулся по амнистии и продолжил службу во время наполеоновских войн. Тувёно наиболее известен руководством обороны Байонны в 1814 году и особенно вылазкой, которую он устроил, когда война уже почти закончилась; это сражение вызвало критику с обеих сторон, особенно со стороны герцога Веллингтона, который назвал его «мерзавцем».

## Начало военной карьеры
Тувёно родился 9 марта 1757 года в Туле, департамент Мёрт и Мозель, Франция. Он вступил в армию в 1779 года, до этого проведя пять лет в качестве инженера-географа. Он поступил в артиллерийское училище в Ла-Фере, покинув его кадетом (унтер-офицером) французской артиллерии в декабре 1779 году. Некоторое время он служил на острове Ре, где в 1780 году стал младшим лейтенантом, а затем был направлен в Гваделупу. Он отличился во время нападения Буйе на Сент-Люсию в мае 1781 года и принял участие в последующем вторжении в Тобаго. В 1783 году Тувёно был повышен до лейтенанта и продолжил служить в Карибском бассейне в соответствии с Парижским договором. Он был повышен до капитана в 1788 году, стал кавалером ордена Святого Людовика в 1791 году и был назначен на литейный завод в Индре, недалеко от Нанта — сначала инспектором, а затем директором. К концу 1792 года Тувёно был произведён в подполковники и переведён директором в литейный цех в Мехелене.

## Изгнание
Оставив поприще оружейника в декабре 1792 года, Тувёно вернулся к службе в полевой армии в качестве командующего бельгийской артиллерией, и в феврале следующего года присоединился к генералу Шарлю Франсуа Дюмурье начальником штаба. Когда примерно через два месяца новое правительство Франции выдало ордер на его арест, Тувёно пришлось бежать из Бельгии. Он был захвачен австрийскими солдатами и заключён в тюрьму в Тройренберге. После освобождения в 1794 году Тувёно искал убежище в нейтральном Брауншвейг-Люнебурге, где он оставался до тех пор, пока Наполеон не объявил амнистию в 1800 году.

## Возвращение на военную службу
Тувёно вернулся во Францию и вновь поступил в армию; получив повышение до полковника, он был направлен в Сан-Доминго для борьбы с восстанием рабов. Он последовательно служил начальником штаба у генералов Дефурно, Клозеля и Сальма. Репрессии Дефурно отличались особой жестокостью. После своей первой крупной операции Тувёно записал, как в течение семи дней рабов выслеживали и расстреливали, вешали или забивали до смерти.
В знак признания его действий, в том числе освобождения Пор-де-Па от мятежников, 15 октября 1802 года Тувёно был повышен в звании до бригадного генерала и получил под командование артиллерию армии Сан-Доминго. 10 апреля 1803 года Тувёно был назначен начальником штаба армии, но поступки и декадентский образ жизни его командира, генерала Рошамбо, настолько разозлили Тувёно и генерала Клозеля, что они начали планировать его смещение. Узнав о заговоре, Рошамбо обвинил заговорщиков в краже припасов и депортировал обоих. Тувёно вернулся во Францию через несколько месяцев, добравшись через Кубу.
Версия событий дела Рошамбо, изложенная Тувёно, была принята Наполеоном, и в 1805 году Тувёно был направлен в Рейнскую область, где он присоединился ко второй дивизии 2-го корпуса Великой Армии и участвовал в операциях в Пруссии и Померании. Тувёно служил губернатором Вюрцбурга в тогдашнем Баварском курфюршестве, а затем занимал тот же пост в Эрфурте в Пруссии и в городах Штецин и Штральзунд, оба в Померании. Во время активной службы в дивизии Луазона в 1807 году он был ранен 14 июня во время осады Кольберга.

## Военный губернатор Гипускоа
Тувёно считался эффективным администратором. Поэтому Наполеон поручил ему управление ключевой испанской провинцией. 18 января 1808 года Тувёно был отправлен в Гипускоа, через которую прошло большинство имперских войск. 5 марта 1808 года Тувёно оккупировал Сан-Себастьян, не встретив сопротивления.
На новой должности Тувёно проявил себя как чрезвычайно активный, компетентный и честный профессионал. Он всегда поддерживал строгую дисциплину и сурово наказывал сопротивление, но никогда не был кровожадным или жестоким. Его доклады показывают чрезвычайно реалистичное понимание ситуации, но он никогда не ставил под сомнение смысл войны и оккупации или их шансы на успех. Он был типичным дисциплинированным солдатом, который подчинялся приказам и ничему другому.
Когда в июне 1808 года Жозеф Бонапарт прибыл в Сан-Себастьян, Тувёно направил в Париж отчёт, в котором без каких-либо колебаний пояснил холодность приема и враждебность населения. Когда священники Гипускоа начали оказывать неповиновение, отказываясь праздновать мессу, Тувёно, дабы решить вопрос без репрессий, увеличил священникам плату. Он также часто поддавался просьбам испанцев помиловать задержанного или сократить срок его заключения.
18 июля 1809 года Тувёно основал первую масонскую ложу в Испании, Frères Unis. Все её члены были французскими солдатами, но он ожидал, что к ложе также присоединятся некоторые влиятельные люди из провинции Гипускоа. Французы использовали эту систему по всей Европе для найма коллаборационистов, но в Стране Басков, очень католическом регионе, им удалось только набрать работников.
В эти годы Тувёно редко участвовал в боевых действиях, сосредоточив внимание на административных проблемах. С другой стороны, у него было очень мало войск. Когда англичане и партизаны начали скоординированное наступление в июле 1809 года с суши и с моря, генерал Тувёно не мог контратаковать, потому что, как он писал:
У меня нет ни одного солдата, который мог бы участвовать в сражении (...). У меня здесь нет и 300 человек, способных держать оружие, поэтому я не могу направить силы против врага. В таких обстоятельствах больно не иметь ни одного солдата и видеть, как враг уничтожает все оборонительные сооружения на побережье.

## Военный губернатор 4-го военного правительства «Бискайя» (Страна Басков)
В феврале 1810 года Наполеон создал четыре военных правительства, отделяющих Испанию от пограничных с Францией районов. 4-е военное правительство под названием «Бискайя» фактически охватило три баскские провинции. Тувёно был назначен его губернатором и создал в каждой провинции консультативный совет, состоящий из двух землевладельцев, двух торговцев, бухгалтера и казначея. Над этими провинциальными советами стоял совет из девяти членов, по три на провинцию, который отчитывался перед самим Тувёно. Его члены должны были быть крупными землевладельцами или богатыми торговцами, уметь читать, писать и говорить по-французски, поскольку Тувёно сам признавался, что не говорит по-испански.
Тувёно пытался привлечь население на свою сторону с помощью хорошего управления. Он был подробно проинформирован о ситуации в стране. Он часто использовал помилования, оставил все возможные дела в руках местных властей и организовал в Сан-Себастьяне многочисленные вечеринки. 17 апреля он распорядился о создании публичных библиотек, используя книги из монастырей. Он назначил в каждой провинции официальных архитекторов для проектирования общественных построек, таких как мосты, дороги, гидротехнические сооружения и т. д. Он также принимал гигиенические меры предосторожности, чтобы избежать эпидемий. В качестве важного элемента своей правительственной деятельности Тувёно создал официальную газету La Gaceta de Vizcaya, которая выходила три раза в неделю. В ней печатались различные новости, пропаганда и официальные сообщения. Административная работа Тувёно способствовала стабильности его положения: он оставался на своей должности до конца войны, в то время как другие губернаторы менялись с калейдоскопической частотой. Например, в Наварре за шесть лет наполеоновской оккупации было шесть разных правителей. Ему хорошо платили, и он жил в роскоши за счет басков, но он никогда не занимался разграблением оккупированной территории в своих собственных интересах. Это ставит его намного выше среднего уровня наполеоновских военных, беззастенчиво грабивших Испанию.
Стиль правления Тувёно был авторитарным и централистским, подавляющим любую муниципальную автономию. Он сам назначал и увольнял мэров. Многие из новых мэров даже не выдвигали себя в качестве кандидатов, и всеми силами пытались избежать назначения, столь желанного ранее. Специально для сбора многих налогов и финансирования французской армии были созданы военные правительства. За 18 месяцев Тувёно собрал 40 миллионов реалов. Сбор этих налогов сделал нищими множество людей, присоединившихся к партизанам.
Чтобы бороться с партизанами, Тувёно пытался создать местное ополчение, называемое Гражданской гвардией. Оно формировалось мэрами и самыми богатыми жителями в каждом муниципалитете. Некоторые из этих отрядов создавали серьёзные проблемы для партизан в 1810 и 1811 годах, но к концу 1811 года все они дезертировали или были разоружены партизанами, зачастую без сопротивления.

## Барон Империи
В январе 1811 года правительство Тувёно перенесло свою штаб-квартиру из Сан-Себастьяна в Виторию. Этот город находился ближе к центру и был лучше связан с Бургосом, Бильбао, Логроньо, Памплоной и генеральным штабом Бессьера в Вальядолиде. В том же году Тувёно был вознаграждён за свою службу титулом барона империи и званием офицера Ордена Почётного легиона.
В 1812 году урожай был ужасным. Этот год был «Годом голода». В августе продовольственный кризис в Бильбао был настолько сильным, что Тувёно организовал раздачу «экономного супа». Мало кто из начальников французской империи хоть что-то делал для простых людей. Муниципалитеты прекратили платить налоги. В Бильбао по приказу Тувёно были арестованы и взяты в плен в Виторию в качестве заложников члены муниципалитета и торгового консульства, чтобы заставить город платить налоги.
В течение 1812—1813 гг. число баскских партизан росло, и они становились всё более организованными, пока не начали побеждать в битве в открытом поле наполеоновские силы, равные им по численности. Французы потеряли контроль над сельскими районами и были изгнаны из Бильбао. Это означало серьёзную стратегическую угрозу наполеоновским коммуникациям, потому что большая часть войск и конвоев с припасами, прибывающие из Франции, пересекали провинцию Басков. Тувёно пришлось сосредоточиться на защите конвоев. В этой кампании он продемонстрировал большое мастерство, хитрость и хладнокровие, сражаясь на многих фронтах одновременно с недостаточными ресурсами. Даже в канун битвы при Витории 21 июня 1813 года он нашёл время, чтобы разобраться с жалобами священника и приказать вышедшим из-под контроля солдатам прекратить грабёж муниципалитета в Алаве.

## Битва при Байонне

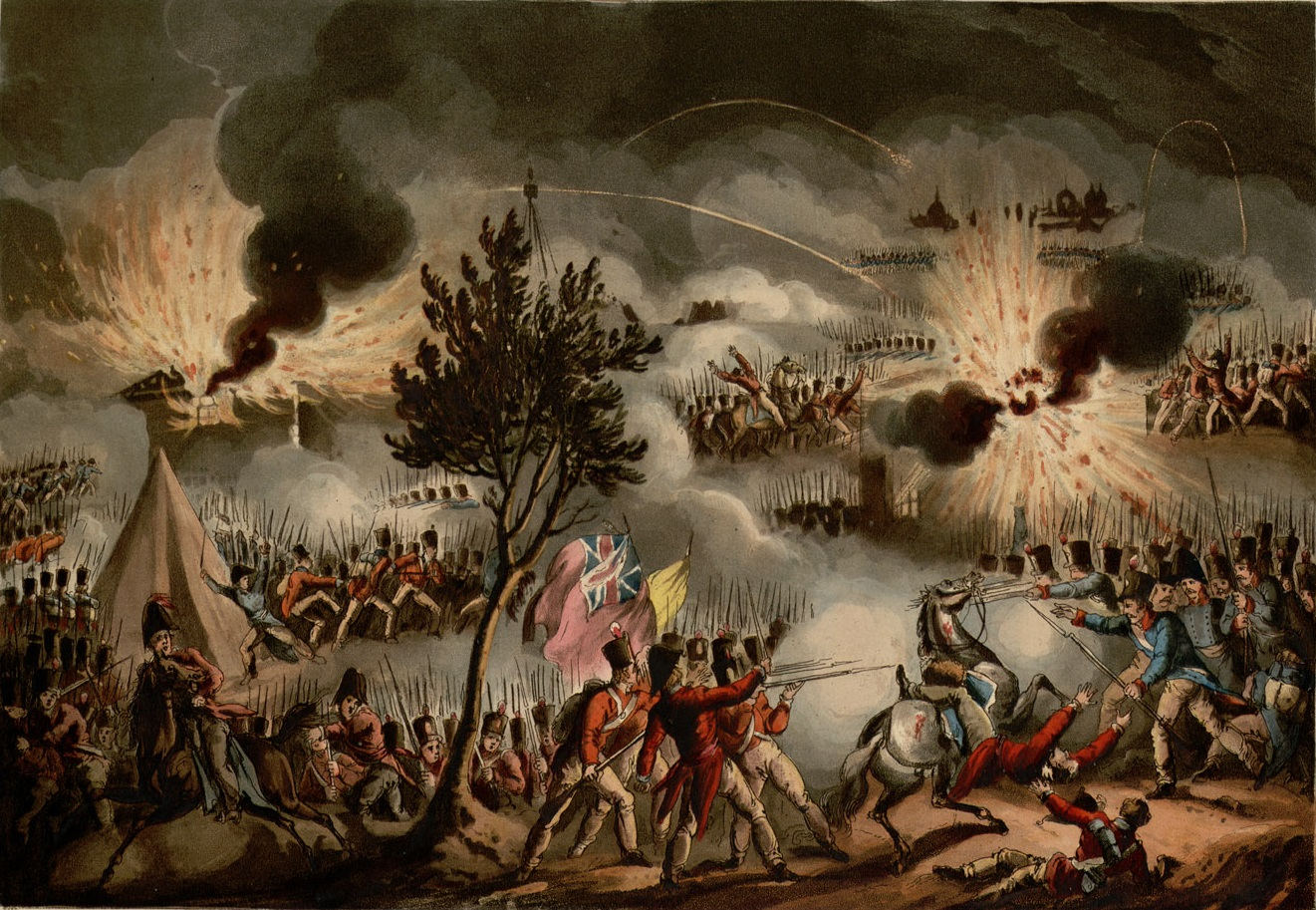
Вылазка из осаждённой Байонны 14 апреля 1814 года, которая произошла несмотря на известие об отречении Наполеона, достигшее обе стороны

После битвы при Витории генерал Тувёно вступил в армию маршала Сульта в Пиренеях, где он занимал различные командные посты до назначения 25 ноября 1813 года дивизионным генералом. В феврале следующего года Тувёно стал губернатором города Байонна.
27 февраля 1814 года, переправившись через реку Адур, армия Веллингтона начала осаду Байонны. Во время боя за пригород Сент-Этьен, который был нужен британцам для завершения окружения, Тувёно был ранен пулей в бедро. Британцы и их союзники не спешили начинать осаду и не смогли заставить город сдаться 13 апреля 1814 года, когда пришло известие об отречении Наполеона. Несмотря на неофициально полученные ещё 12 апреля новости и то, что новое французское правительство (как было всем известно) будет просить о мире, Тувёно приказал совершить вылазку, известную как бой при Байонне, которая оказалась последним крупным сражением Пиренейских войн. Утром 14 апреля Тувёно атаковал британские осадные линии отрядом в 6 тыс. человек. Французы потерпели поражение; сражение привело к большим потерям с обеих сторон. Союзники потеряли 838 человек, включая генерал-майора Эндрю Хэя, который был убит при защите церкви Св. Этьена, и сэра Джона Хоупа, который был ранен и захвачен в плен, когда на коне ринулся в атаку. Французские потери составили 905 человек, в том числе 111 убитых, 778 раненых и 16 пропавших без вести. Осада Байонны продолжалась до 27 апреля, когда письменные приказы маршала Сульта наконец заставили Тувёно сдать англичанам крепость.

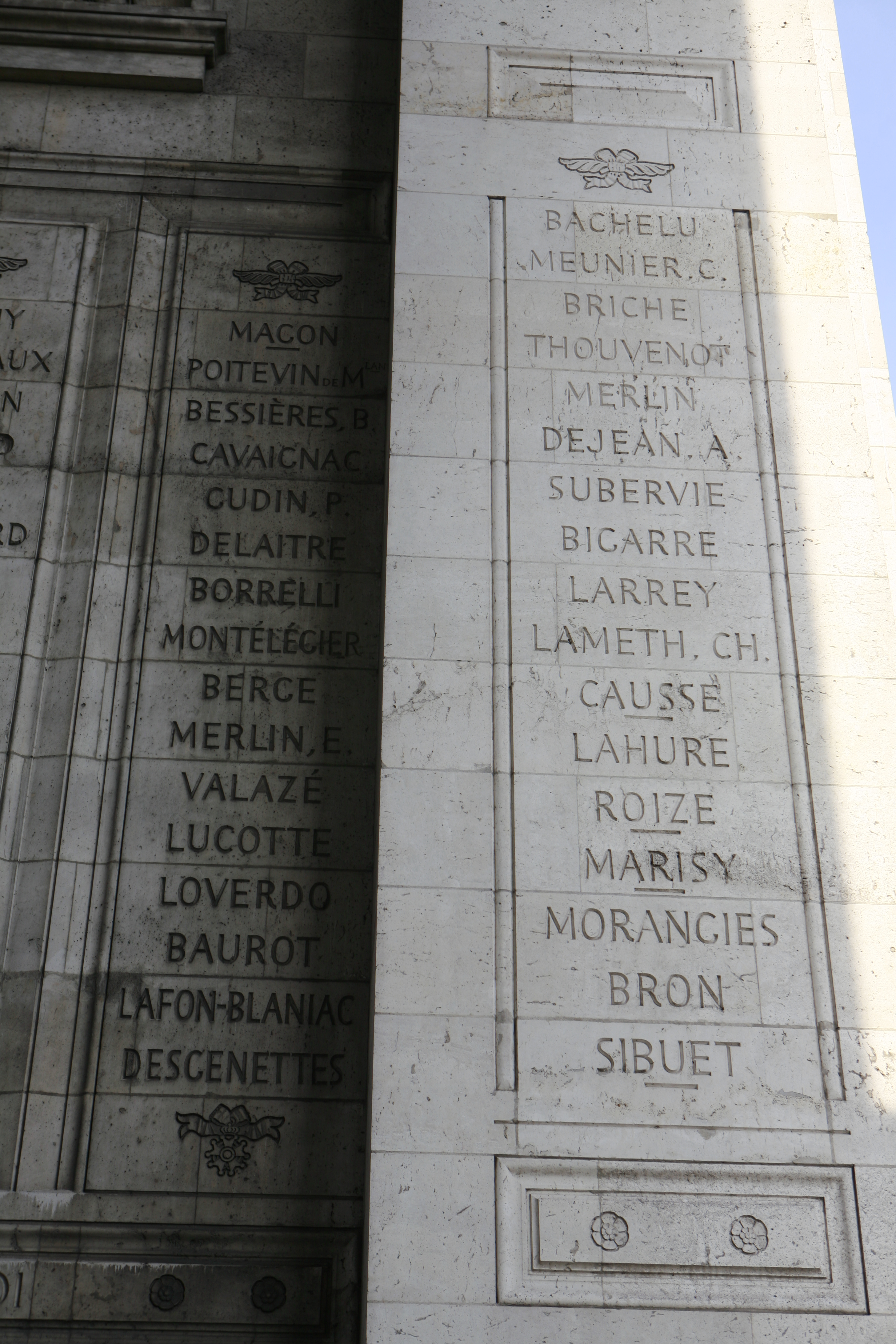
Опора триумфальной арки с именем Тувёно

Действия Тувёно были осуждены обеими сторонами как бессмысленная и бесполезная бойня. Особенно резко высказывался герцог Веллингтон, который назвал Тувёно «мерзавцем». В Байонне, однако, в память о сражении был воздвигнут монумент, и до сих пор ежегодно проводится празднование «доблестной» обороны Тувёно. Сэр Чарльз Колвилл тоже не присоединился к критике. Он считал, что Тувёно был «благонамеренным джентльменом», и предположил, что, возможно, вылазка была навязана ему его подчинёнными.
Когда Наполеон вернулся из ссылки на Эльбе, Тувёно был направлен обратно в Байонну, но после поражения при Ватерлоо и восстановления монархии Тувёно был отправлен в отставку и больше никогда не служил в армии. Он умер в Орли 21 июля 1817 года. Имя Пьера Тувёно высечено на южной опоре под Триумфальной аркой в Париже.

## Для дальнейшего чтения
- Six, Georges. Dictionnaire biographique des généraux & amiraux Français de la Révolution et de l'Empire (1792–1814) (фр.). — Paris: Librairie Saffroy, 1934. — ISBN 978-2901541066.
- Thouvenot, Daniel. L'Oublié de la Gloire… (неопр.). — Moyenmoutier: Edhisto, 2011. — ISBN 9782355150098.